# Rosina Galli (actrice)
Pour les articles homonymes, voir Galli.
Rosina Galli, née  le 10 août 1906 à Venise, et morte le 3 décembre 1969 à Madrid  est une actrice italienne.

## Filmographie partielle
- 1939 : Le Petit Pêcheur de San Francisco  (Fisherman's Wharf) de Bernard Vorhaus
- 1941 : L'aventure commence à Bombay (titre original :They Met in Bombay) de Clarence Brown
- 1943 : Le Fantôme de l'Opéra (titre original :Phantom of the Opera) de Arthur Lubin
- 1945 : Star in the Night (court-métrage) de Don Siegel